# Необыкновенная выставка
«Необыкновенная выставка» — художественный фильм, Грузия-фильм, 1968, снятый как притча.
Ироническая трагикомедия о провинциальном скульпторе, разменявшем свой незаурядный талант на изготовление могильных памятников.

## Сюжет
Картина в форме притчи рассказывает историю скульптора Агули Эристави, комиссованного с войны по ранению. Ещё на фронте ему приходит в голову мысль выточить из куска паросского мрамора, стоящего во дворе, «Весну» — так он назвал стройного юношу, чьи руки подняты в небо, а глаза устремлены вдаль.
Но вместо этого Агули по наставлению отца берётся за изготовление надгробных памятников, на которые благодаря войне у односельчан большой спрос. Каждому хочется получить монумент из красивого камня, который они видят во дворе, но скульптор отговаривает их под разными предлогами.
Попутно он знакомится с милиционером Глафирой Огурцовой, которая арестовывает его за нарушение комендантского часа, но вскоре начинает позировать для скульптур, а затем выходит за него замуж и рожает одного сына за другим. У него также появляется ученик Заур.
Агули поначалу пытается творить под влиянием античной скульптуры, однако заказчиков не интересует ничего, кроме портретного сходства, и постепенно он становится обычным ремесленником. Его финальный монолог на кладбище, которое Агули иронично называет «персональной выставкой», посвящён внутренним переживаниям из-за нереализованности, и он образно хоронит себя.
В конце Агули дарит кусок мрамора своему ученику Зауру — такому же полному надежд молодому человеку, каким он сам был когда-то.

## В ролях
- Гурам Лордкипанидзе — Агули Эристави, провинциальный скульптор
- Валентина Теличкина — Глафира Огурцова
- Василий Чхаидзе — Пипиния, отец Агули (озвучивает Эроси Манджгаладзе)
- Саломе Канчели — Кетеван, вдова кузнеца Савле
- Давид Абашидзе — Шавлег Сардаладзе, актер
- Джульетта Вашакмадзе — Тина
- Джаба Цуладзе — Аким, сын Агули
- Виктор Дейсадзе — Боновентур, аптекарь
- Александр Келбакиани — Георгий Пественидзе, глава комиссии
- Николай Микашавидзе — майор Хурцидзе
- Акакий Доборджинидзе — Дмитрий, хозяин собаки

## История создания
Сценарий фильма, написанный в форме новеллы, стал первой студенческой работой Резо Габриадзе — в то время слушателя Высших сценарных курсов. Он носил автобиографичный характер: в 15 лет Габриадзе поспорил, что именно он, а не профессиональный скульптор сделает самый похожий портрет для надгробия некоего почтенного человека, в итоге выиграв спор.

Однако дирекции материал не понравился настолько, что начинающего автора признали профнепригодным и стали готовить к отчислению. Дело Габриадзе передали на подпись Алексею Каплеру, который на тот момент (1966 год) руководил сценарными мастерскими. Каплер начал читать сценарий.
«А начав, зачитался так, что пропустил и важное заседание, и ещё более важное дело личного характера. На мой взгляд, это была вещь, пусть не во всём совершенная, но ярко талантливая... Всё это было написано с поразительным национальным грузинским своеобразием, с мягким, добрым юмором».
После этого Каплер взял Габриадзе в свою мастерскую, которую тот благополучно закончил, защитив сценарий «Необыкновенной выставки» уже в качестве дипломной работы. Вскоре Эльдар Шенгелая поставил по дипломному сценарию свой фильм.

## Отзывы
В статье о Резо Габриадзе кинокритик Вера Шитова писала, что в фильме «житейское и эксцентрическое сплеталось... в прихотливый тонкий узор» и, несмотря на споры вокруг картины, «ни у кого не было сомнений в том, что появился кинописатель редкостного, необычайно своеобразного таланта».
По мнению авторов издания «Кино. Энциклопедический словарь» фильм «убедительно показывал, что однажды допущенный компромисс в творчестве и в жизни легко мстит за себя». Они называли его переломным в карьере Эльдара Шенгелая: «Начиная с этого фильма исходной точкой эмоциональной оценки интересующих режиссёра явлений и характеров становится юмор, активной формой выступает смех критикующий, но дружелюбный».
Отар Иоселиани включил картины «Необыкновенная выставка» и «Голубые горы, или Неправдоподобная история» Шенгелая в свой перечень любимых фильмов мирового кино.

## Награды
1969 — дипломы Эльдару Шенгелая за лучшую режиссёрскую работу и Резо Габриадзе за лучший литературный сценарий на III кинофестивале республик Закавказья и Украины в Киеве.